# WTA-seizoen 1997

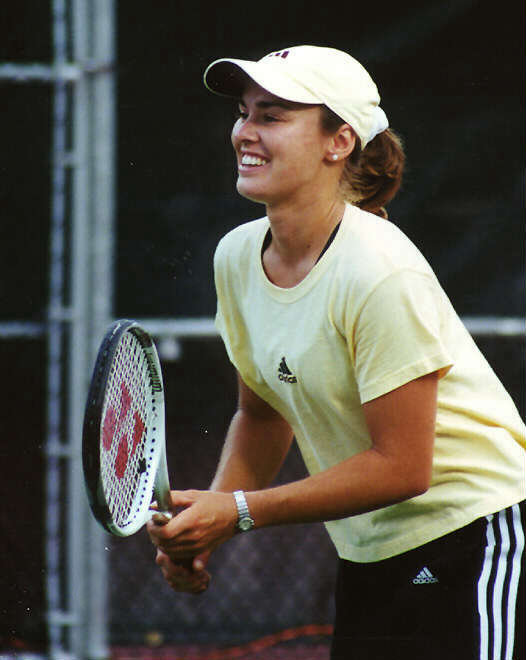
Winnares van de meeste enkelspeltitels: Martina Hingis

De WTA organiseerde in het seizoen 1997 onderstaande tennistoernooien.

## Winnaressen enkelspel met meer dan twee titels
| Speelster         | Aantal titels |
| ----------------- | ------------- |
| Martina Hingis    | 12            |
| Lindsay Davenport | 6             |
| Jana Novotná      | 4             |
| Iva Majoli        | 3             |
| Monica Seles      | 3             |

## WTA-toernooikalender 1997
| Startdatum hoofdtoernooi | Officiële naam van het toernooi | Land, stad                         | Cat.     | ($)       | Ondergrond        | Winnares enkelspel                |         |
| ------------------------ | ------------------------------- | ---------------------------------- | -------- | --------- | ----------------- | --------------------------------- | ------- |
| 1996-12-30               | Gold Coast Classic              | Australië, Hope Island             | Tier III | 164.250   | Hardcourt, buiten | Jelena Lichovtseva                | details |
| 1996-12-30               | ASB Bank Classic                | Nieuw-Zeeland, Auckland            | Tier IV  | 107.500   | Hardcourt, buiten | Marion Maruska                    | details |
| 1997-01-06               | Sydney International            | Australië, Sydney                  | Tier II  | 342.500   | Hardcourt, buiten | Martina Hingis                    | details |
| 1997-01-06               | ANZ Tasmanian Int'l             | Australië, Hobart                  | Tier IV  | 107.500   | Hardcourt, buiten | Dominique Van Roost               | details |
| 1997-01-13               | Australian Open                 | Australië, Melbourne               | G.S.     | 3.451.626 | Hardcourt, buiten | Martina Hingis                    | details |
| 1997-01-27               | Toray Pan Pacific Open          | Japan, Tokio                       | Tier I   | 926.250   | Tapijt, binnen    | Martina Hingis                    | details |
| 1997-02-03               | EA-Generali Austrian Open       | Oostenrijk, Linz                   | Tier III | 164.250   | Hardcourt, binnen | Chanda Rubin                      | details |
| 1997-02-10               | Open Gaz de France              | Frankrijk, Parijs                  | Tier II  | 450.000   | Tapijt, binnen    | Martina Hingis                    | details |
| 1997-02-17               | Faber Grand Prix                | Duitsland, Hannover                | Tier II  | 450.000   | Tapijt, binnen    | Iva Majoli                        | details |
| 1997-02-17               | IGA Tennis Classic              | Verenigde Staten, Oklahoma         | Tier III | 164.250   | Hardcourt, binnen | Lindsay Davenport                 | details |
| 1997-03-07               | State Farm Evert Cup            | Verenigde Staten, Indian Wells     | Tier I   | 1.250.000 | Hardcourt, buiten | Lindsay Davenport                 | details |
| 1997-03-20               | The Lipton Champ’s              | Verenigde Staten, Miami            | Tier I   | 1.750.000 | Hardcourt, buiten | Martina Hingis                    | details |
| 1997-03-31               | Family Circle Cup               | Verenigde Staten, Hilton Head Isl. | Tier I   | 926.250   | Gravel, buiten    | Martina Hingis                    | details |
| 1997-04-07               | Bausch & Lomb Champ's           | Verenigde Staten, Amelia Island    | Tier II  | 450.000   | Gravel, buiten    | Lindsay Davenport                 | details |
| 1997-04-14               | Japan Open                      | Japan, Tokio                       | Tier III | 164.250   | Hardcourt, buiten | Ai Sugiyama                       | details |
| 1997-04-21               | Budapest Lotto Open             | Hongarije, Boedapest               | Tier IV  | 107.500   | Gravel, buiten    | Amanda Coetzer                    | details |
| 1997-04-21               | Danamon Open                    | Indonesië, Jakarta                 | Tier IV  | 107.500   | Hardcourt, buiten | Naoko Sawamatsu                   | details |
| 1997-04-28               | Croatian Bol Ladies Open        | Kroatië, Bol                       | Tier IV  | 107.500   | Gravel, buiten    | Mirjana Lučić                     | details |
| 1997-04-28               | Rexona Cup                      | Duitsland, Hamburg                 | Tier II  | 450.000   | Gravel, buiten    | Iva Majoli                        | details |
| 1997-05-05               | Italian Int'l Champ's           | Italië, Rome                       | Tier I   | 926.250   | Gravel, buiten    | Mary Pierce                       | details |
| 1997-05-12               | Welsh Int'l Open                | Verenigd Koninkrijk, Cardiff       | Tier IV  | 107.500   | Gravel, buiten    | Virginia Ruano Pascual            | details |
| 1997-05-12               | German Open                     | Duitsland, Berlijn                 | Tier I   | 926.250   | Gravel, buiten    | Mary Joe Fernandez                | details |
| 1997-05-19               | Internationaux de Strasbourg    | Frankrijk, Straatsburg             | Tier III | 250.000   | Gravel, buiten    | Steffi Graf                       | details |
| 1997-05-19               | Open Paginas Amarillas          | Spanje, Madrid                     | Tier III | 175.000   | Gravel, buiten    | Jana Novotná                      | details |
| 1997-05-21               | World Doubles Cup               | Verenigd Koninkrijk, Edinburgh     |          | 188.125   | Gravel, buiten    | Nicole Arendt en Manon Bollegraf† | details |
| 1997-05-26               | Roland Garros                   | Frankrijk, Parijs                  | G.S.     | 4.566.003 | Gravel, buiten    | Iva Majoli                        | details |
| 1997-06-09               | DFS Classic                     | Verenigd Koninkrijk, Birmingham    | Tier III | 164.250   | Gras, buiten      | Nathalie Tauziat                  | details |
| 1997-06-16               | Direct Line International       | Verenigd Koninkrijk, Eastbourne    | Tier II  | 450.000   | Gras, buiten      | finale afgebroken wegens regen    | details |
| 1997-06-16               | Heineken Trophy                 | Nederland, Rosmalen                | Tier III | 164.250   | Gras, buiten      | Ruxandra Dragomir                 | details |
| 1997-06-23               | Wimbledon                       | Verenigd Koninkrijk, Londen        | G.S.     | 4.083.056 | Gras, buiten      | Martina Hingis                    | details |
| 1997-07-14               | Škoda Czech Open                | Tsjechië, Praag                    | Tier IV  | 160.000   | Gravel, buiten    | Joannette Kruger                  | details |
| 1997-07-14               | Internazionali Femminili        | Italië, Palermo                    | Tier IV  | 163.000   | Gravel, buiten    | Sandrine Testud                   | details |
| 1997-07-21               | Bank of the West Classic        | Verenigde Staten, Stanford         | Tier II  | 450.000   | Hardcourt, buiten | Martina Hingis                    | details |
| 1997-07-21               | Warsaw Cup                      | Polen, Warschau                    | Tier III | 164.250   | Gravel, buiten    | Barbara Paulus                    | details |
| 1997-07-28               | Styria Open                     | Oostenrijk, Maria Lankowitz        | Tier IV  | 107.500   | Gravel, buiten    | Barbara Schett                    | details |
| 1997-07-28               | Toshiba Classic                 | Verenigde Staten, San Diego        | Tier II  | 450.000   | Hardcourt, buiten | Martina Hingis                    | details |
| 1997-08-04               | Acura Classic                   | Verenigde Staten, Los Angeles      | Tier II  | 450.000   | Hardcourt, buiten | Monica Seles                      | details |
| 1997-08-11               | Omnium du Maurier               | Canada, Toronto                    | Tier I   | 926.250   | Hardcourt, buiten | Monica Seles                      | details |
| 1997-08-18               | US Hardcourt Champ's            | Verenigde Staten, Stone Mountain   | Tier II  | 450.000   | Hardcourt, buiten | Lindsay Davenport                 | details |
| 1997-08-25               | US Open                         | Verenigde Staten, New York         | G.S.     | 4.976.000 | Hardcourt, buiten | Martina Hingis                    | details |
| 1997-09-15               | Toyota Princess Cup             | Japan, Tokio                       | Tier II  | 450.000   | Hardcourt, buiten | Monica Seles                      | details |
| 1997-09-22               | Sparkassen Cup                  | Duitsland, Leipzig                 | Tier II  | 450.000   | Tapijt, binnen    | Jana Novotná                      | details |
| 1997-09-22               | Wismilak International          | Indonesië, Surabaya                | Tier IV  | 155.340   | Hardcourt, buiten | Dominique Van Roost               | details |
| 1997-10-06               | Porsche Tennis Grand Prix       | Duitsland, Filderstadt             | Tier II  | 450.000   | Hardcourt, binnen | Martina Hingis                    | details |
| 1997-10-13               | European Indoors                | Zwitserland, Zürich                | Tier I   | 926.250   | Tapijt, binnen    | Lindsay Davenport                 | details |
| 1997-10-20               | Seat Open                       | Luxemburg, Luxemburg               | Tier III | 164.250   | Tapijt, binnen    | Amanda Coetzer                    | details |
| 1997-10-20               | Bell Challenge                  | Canada, Québec                     | Tier III | 164.250   | Tapijt, binnen    | Brenda Schultz                    | details |
| 1997-10-27               | Kremlin Cup                     | Rusland, Moskou                    | Tier I   | 926.250   | Tapijt, binnen    | Jana Novotná                      | details |
| 1997-11-03               | Ameritech Cup                   | Verenigde Staten, Chicago          | Tier II  | 450.000   | Tapijt, binnen    | Lindsay Davenport                 | details |
| 1997-11-10               | Advanta Championships           | Verenigde Staten, Philadelphia     | Tier II  | 450.000   | Tapijt, binnen    | Martina Hingis                    | details |
| 1997-11-17               | Volvo Women's Open              | Thailand, Pattaya                  | Tier IV  | 107.500   | Hardcourt, buiten | Henrieta Nagyová                  | details |
| 1997-11-17               | WTA Tour Championships          | Verenigde Staten, New York         | WTA      | 2.000.000 | Tapijt, binnen    | Jana Novotná                      | details |

† dubbelspeltoernooi

## Primeurs
Speelsters die in 1997 hun eerste WTA-enkelspeltitel wonnen:
- Marion Maruska (Oostenrijk) in Auckland, Nieuw-Zeeland
- Chanda Rubin (VS) in Linz, Oostenrijk
- Ai Sugiyama (Japan) in Tokio (Japan Open), Japan
- Mirjana Lučić (Kroatië) in Bol, Kroatië
- Virginia Ruano Pascual (Spanje) in Cardiff, Wales
- Sandrine Testud (Frankrijk) in Palermo, Italië

## Statistiek van toernooien

### Toernooien per ondergrond
| ondergrond   | aantal | buiten/binnen | aantal |
| ------------ | ------ | ------------- | ------ |
| hardcourt    | 21     | buiten        | 18     |
| hardcourt    | 21     | binnen        | 3      |
| gravel       | 15     | buiten        | 15     |
| gravel       | 15     | binnen        | 0      |
| gras         | 4      | buiten        | 4      |
| groen gravel | 1      | buiten        | 1      |
| tapijt       | 11     | binnen        | 11     |
| TOTAAL       | 52     |               |        |

## Bron
- (en)  Archief van de WTA

1971 · 1972 · 1973 · 1974 · 1975 · 1976 · 1977 · 1978 · 1979 · 1980 · 1981 · 1982 · 1983 · 1984 · 1985 · 1986 · 1987 · 1988 · 1989 · 1990 · 1991 · 1992 · 1993 · 1994 · 1995 · 1996 · 1997 · 1998 · 1999 · 2000 · 2001 · 2002 · 2003 · 2004 · 2005 · 2006 · 2007 · 2008 · 2009 · 2010 · 2011 · 2012 · 2013 · 2014 · 2015 · 2016 · 2017 · 2018 · 2019 · 2020 · 2021 · 2022 · 2023 · 2024 · 2025